# IC 4930
IC 4930 је ознака објекта на координатама са ректансцензијом 20h 2m 26,0s и деклинацијом - 54° 18" 30'. Открио га је Делајл Стјуарт, 1899. године. Каснијим посматрањима на том положају није уочен никакав астрономски објекат.